# Changium
Changium es un género de plantas  pertenecientes a la familia Apiaceae. Comprende 2 especies descritas y aceptadas.

## Taxonomía
El género fue descrito por Karl Friedrich August Hermann Wolff y publicado en Repertorium Specierum Novarum Regni Vegetabilis 19: 314. 1924. La especie tipo es: Changium smyrnioides H.Wolff

## Especies
A continuación se brinda un listado de las especies del género Changium aceptadas hasta septiembre de 2012, ordenadas alfabéticamente. Para cada una se indica el nombre binomial seguido del autor, abreviado según las convenciones y usos.
- Changium angustilobum P.K.Mukh. & Kljuykov
- Changium smyrnioides H.Wolff